# بژژه (سولخوو)
بژژه (سولخوو) (به لهستانی: Brzezie}} یک روستا در لهستان است که در گمینا سولخوو واقع شده‌است.